# Сельское поселение «Деревня Добрая»
Сельское поселение «Деревня Добрая» — упразднённое в 2013 году муниципальное образование в составе Барятинского района Калужской области России.
Центр — деревня Добрая.
В 2013 году сельские поселения «Деревня Добрая», «Деревня Крисаново-Пятница» и «Деревня Плетни» — объединены во вновь образованное сельское поселение «Деревня Крисаново-Пятница».

## Население
| 2010 | 2012 | 2013 |
| ---- | ---- | ---- |
| 177  | ↘162 | ↘156 |

## Состав
В поселение входят 2 населённых места:
- деревня Добрая
- деревня Глазово